# Skomack Wielki (przystanek kolejowy)
Skomack Wielki – okresowo czynna bocznica szlakowa i nieczynny przystanek osobowy i  a dawniej stacja kolejowa w Skomacku Wielkim na linii kolejowej nr 233, w powiecie ełckim, w województwie warmińsko-mazurskim, w Polsce. 
Stacja posiadała niewielki układ torowy (tor główny zasadniczy, główny dodatkowy i boczny/ładunkowy), sygnalizację kształtową obsługiwaną przez dwie nastawnie: SC, SC1. W roku 2012 linia kolejowa została wyremontowana na odc. Orzysz-Ełk. Prace swoim zakresem objęły również ten punkt, który został zaadaptowany na bocznicę szlakową.   